# Marenla
Marenla település Franciaországban, Pas-de-Calais megyében. Lakosainak száma 264 fő (2022. január 1.). Marenla Aix-en-Issart, Beaurainville, Brimeux, Lespinoy, Loison-sur-Créquoise, Marant, Marles-sur-Canche és Saint-Denœux községekkel határos.

## Népesség
A település népességének változása:
| Lakosok száma | 245  | 252  | 249  | 243  | 238  | 237  | 240  | 246  | 264  |
|               | 2013 | 2015 | 2016 | 2017 | 2018 | 2019 | 2020 | 2021 | 2022 |